# Nitrógeno 13
El 13N es un radioisótopo de nitrógeno utilizado en la tomografía por emisión de positrones (PET). Tiene un periodo de semidesintegración menor de diez minutos, por lo que debe hacerse en el PET. Para este fin se puede utilizar un ciclotrón.
El 13N se usa para marcar las moléculas de amoníaco para la obtención de imágenes de perfusión miocárdica a través del PET.

## Producción
1H + 16O → 13N + 4He
El protón debe acelerarse a una energía cinética de aproximadamente 5,55 MeV o un poco más.
La reacción es endotérmica (es decir, la masa de los productos es mayor que los reactivos, por lo que se necesita suministrar energía que se convierte en masa). Esta es una razón por la que el protón necesita llevar energía extra para producir la reacción nuclear.
La diferencia de energía es en realidad de 5,22 MeV, pero si el protón sólo suministraba esta energía, los reactantes se formarían sin energía cinética. Como el momento debe ser conservado, la verdadera energía que necesita ser suministrada por el protón está dada por:
{\displaystyle K=(1+m/M)|E|}

## Papel en la fusión estelar

El rol de ^{13}N en el ciclo CNO.

El 13N juega un papel importante en el ciclo CNO, que es la fuente dominante de energía en las estrellas más pesadas que el Sol.
12
6C  +  1
1H  →  13
7N   +   	γ + 1,95 MeV
13
7N                      →  13
6C     +   	e+ + ve + 1,95 MeV
13
6C  +  1
1H  →  14
7N   +   	γ + 7,54 MeV
14
7N  +  1
1H  →  15
8O   +   	γ + 7,35 MeV
15
8O  →  15
7N  +  e+ + ve + 2,75 MeV
15
7N  +  1
1H  →  12
6C   +   	4
2He + 4,96 MeV